# Achille Daudé-Bancel
Achille Daudé-Bancel (15 décembre 1870 à Carnas-3 avril 1963 à Rouen) est un promoteur de la coopération en France.

## Biographie
Achille Daudé-Bancel est né le 15 décembre 1870 au hameau de Bancel, Carnas (Gard). Après des études de pharmacie à Montpellier, il devient militant coopérateur, inspiré par Charles Gide. Il meurt le 3 avril 1963 à Rouen,.
À la fin du XIXe siècle, Daudé, alors pharmacien à Gigean, noue une correspondance littéraire avec Paul Redonnel.
Daudé fut rédacteur en chef de L'Union coopérative et de L'Almanach de la coopération française, suisse et canadienne, et secrétaire général de la Fédération nationale des coopératives de consommation.

## Publications
- « Le 33e Congrès national des Coopératives françaises de consommation », in Revue des études coopératives 1950-1985, 81, juillet-septembre 1950, p. 105-115
- « Action dissolvante », in La Revue socialiste, t. 54, no 319, juillet 1911, p. 19-23
- « La Caisse Nationale de Crédit Agricole », in Revue des études coopératives, no 25, octobre-décembre 1927,
- « La concentration des forces coopératives en France », in La Revue socialiste, t. 58, no 344, août 1913, p. 97-114
- Le Coopératisme, Schleicher frères, 1901
- Le Coopératisme devant les écoles sociales, préface de Jean Grave, Bibliothèque artistique et littéraire, 1897
- Le Protectionnisme et l'avenir économique de la France. Paris, Giard  & Brière, 1916, 64pp